# Paratkina carinata
Paratkina carinata är en insektsart som beskrevs av Young 1986. Paratkina carinata ingår i släktet Paratkina och familjen dvärgstritar.
Artens utbredningsområde är Vietnam. Inga underarter finns listade i Catalogue of Life.